# Haapajärvi
Haapajärvi [ˈhɑːpɑjærvi] ist eine Stadt in mit 6687 Einwohnern (Stand 31. Dezember 2022) in Finnland.

## Geographie

### Lage
Sie liegt am Oberlauf des Flusses Kalajoki im Süden der Landschaft Nordösterbotten.

### Stadtgliederung
Die Stadt umfasst neben dem Hauptort Haapajärvi (rund 3.700 Einwohner) die Dörfer Ahola, Autioranta, Haaganperä, Jokela, Jämsänpuhto, Kalakangas, Kirkonkylä, Kiurunperä, Kontiopuhto, Kuona, Kuusaa, Kuusaa, Mustanperä, Mäntyperä, Nokkous, Oksava, Olkkola, Parkkila, Tiitonranta, Tuomiperä, Varisperä, Vehkapuhto und Ylipää.

### Nachbargemeinden
Haapajärvis Nachbargemeinden sind Haapavesi, Kärsämäki, Nivala, Pihtipudas, Pyhäjärvi, Reisjärvi und Sievi.

## Geschichte
1977 wurden der Gemeinde die Stadtrechte verliehen.

## Politik

### Wappen
Beschreibung des Wappens: In blauen Schild ein schrägrechts aufwärts gelegter silberner geflügelter Pfeil mit goldener Spitze und Befiederung.

## Wirtschaft und Infrastruktur
In Haapajärvi befindet sich ein Campus der wirtschaftswissenschaftlichen Fakultät der Berufshochschule Mittelösterbotten.

### Verkehr
Haapajärvi ist der Endbahnhof einer Bahnstrecke nach Jyväskylä; es bestehen außerdem Anschlüsse in Richtung Iisalmi und Ylivieska.

## Kultur und Sehenswürdigkeiten

### Sehenswürdigkeiten
Zu den Sehenswürdigkeiten Haapajärvis zählen die 1802 erbaute Holzkirche und ein Holzhaus, in dem der erste finnische Präsident Kaarlo Juho Ståhlberg seine Kindheit verbrachte.

## Persönlichkeiten
- Kristfrid Ganander (1741–1790), Volkskundler und Philologe
- Johan Gabriel Ståhlberg (1832–1873), Priester, in Haapajärvi geboren
- Kaarlo Juho Ståhlberg (1865–1952), erster finnischer Präsident
- Juho Jaakonaho (1882–1964), Radrennfahrer
- Mika Myllylä (1969–2011), Skilangläufer
- Tiia Olkkonen (* 1999), Skilangläuferin